# Carl Becker (Offizier)
Carl Becker (* 16. Januar 1895 in Varel; † 24. März 1966 in Heidelberg) war ein deutscher Offizier, zuletzt Generalleutnant im Zweiten Weltkrieg. Becker gehörte zur Generation der Truppenoffiziere des Ersten Weltkriegs, in der weitgehend Übereinstimmung mit Teilen der nationalsozialistischen Ideologie herrschte und die in der zweiten Hälfte des 2. Weltkrieges zu einer wichtigen Stütze des militärischen Systems wurde.

## Leben
Becker wurde in Varel als Sohn eines Arztes geboren. Nach Abschluss am Gymnasium in Varel trat er zu Beginn des Ersten Weltkriegs am 9. August 1914 als Fahnenjunker in das Jäger-Ersatz-Bataillon Nr. 10 der Preußischen Armee ein. Nach seiner Grundausbildung wurde er am 1. September 1914 zunächst in das Reserve-Jäger-Bataillon Nr. 10 versetzt und hier am 10. Februar 1915 zum Fähnrich ernannt. Nach einem Offizierslehrgang von März bis April 1915 wurde Becker am 8. Mai 1915 zum Leutnant befördert und kam zeitgleich als Zugführer in das Oldenburgische Infanterie-Regiment Nr. 91. In der Folgezeit kämpfte Becker zuerst an der Ost- und später an der Westfront, seit Oktober 1916 als Kompanieführer. Becker war, nur unterbrochen von Lazarett-Aufenthalten wegen Verwundungen, den ganzen Krieg als Frontoffizier im Einsatz. Neben beiden Klassen des Eisernen Kreuzes wurde Becker auch das Ritterkreuz des Königlichen Hausordens von Hohenzollern mit Schwertern und weitere Orden verliehen. Aufgrund seiner mehrfachen schwerer Verwundungen bekam er auch das Verwundetenabzeichen in Gold verliehen. Das Kriegsende erlebte er im Lazarett. Bis Mitte 1919 war er bei der Demobilisierung seines Regiments eingesetzt.
Er wechselte dann im Oktober 1919 zur Landespolizei Mecklenburg in Stettin und stieg dort bis zum Polizei-Major auf. Zum 1. Dezember 1931 trat er der NSDAP-Ortsgruppe Raben Steinfeld bei (Mitgliedsnummer 750.017).
Am 15. Oktober 1934 trat er als Hauptmann zur Reichswehr über. Er diente ab 15. Oktober 1935 als Kompaniechef im Infanterieregiment 37 und wurde am 1. November 1935 zum Major befördert. Ab 1. Februar 1937 war er Kommandeur des III. Bataillons im Infanterieregiment 37. Am 1. August erfolgte die Ernennung zum Oberstleutnant. Ab dem 10. Mai 1940 war er Kommandeur des Infanterieregiments 18 bei der 6. Infanterie-Division. Am 1. August 1941 wurde er zum Oberst befördert.
Für seinen Einsatz als Regimentskommandeur in der Schlacht um Moskau wurde er dreifach ausgezeichnet. Am 29. September 1941 wurde er ins Ehrenblatt des Heeres aufgenommen. Es folgte am 4. Oktober die Anerkennungsurkunde des Oberbefehlshabers des Heeres für hervorragende Leistungen auf dem Schlachtfeld und am 18. Oktober 1941 das Deutsche Kreuz in Gold. Für seinen Einsatz in der Schlacht von Rschew wurde ihm am 29. Oktober 1942 das Ritterkreuz des Eisernen Kreuzes verliehen.
Vom 1. Januar 1943 bis 17. Januar führte er als Oberst (m.d.F.b.) die 2. Luftwaffen-Felddivision. Ab dem 18. Januar 1943 wurde er m. d. F. b. (mit der Führung beauftragt) von der 253. Infanterie-Division, als Nachfolger von Generalleutnant Otto Schellert. Im April 1943 wurde er zum Generalmajor befördert und bekam offiziell das Kommando der Division. Er blieb bis zur Kapitulation im Mai 1945 Kommandeur der 253. Infanterie-Division. Nur vom 17. bis zum 28. Juni 1944 übernahm Generalmajor Hans Junck in Vertretung (m. d. F. b.) das Kommando der Division.
Im März 1943 führte Becker die Division im „Unternehmen Büffelbewegung“, dem kontrollierten Rückzug aus dem Raum um Rschew. Südlich von Orel war die Division ab Ende 1943 unter Beckers Kommando in schwere Rückzugsgefechte gegen die Übermacht der Roten Armee während der Orjoler Operation verwickelt. Unter Beckers Kommando war die Division nun fast ununterbrochen bis Kriegsende in Kampfhandlungen verwickelt. Am 1. Oktober 1943 wurde Becker zum Generalleutnant ernannt und am 14. April 1945 mit dem Eichenlaub zum Ritterkreuz des Eisernen Kreuzes (829. Verleihung) ausgezeichnet. Am 5. Mai 1945 wurde Becker in der Nähe von Prag von der Roten Armee gefangen genommen.
In der sowjetischen Kriegsgefangenschaft wurde er 1945 von einem Militärgericht in einem Kriegsverbrecherprozess in Kalinin aufgrund seines Verhaltens als Stadtkommandant von Rschew 1941 bis 1942 zu einer Haftstrafe von 25 Jahren verurteilt. Als Spätheimkehrer wurde er 1955 mit den letzten deutschen Kriegsgefangenen nach Westdeutschland entlassen. Von der Gefangenschaft gesundheitlich stark angeschlagen lebte er dann in Heidelberg.
Carl Becker wurde zweimal persönlich im Wehrmachtbericht erwähnt, zunächst am 24. Oktober 1943: „An den Abwehrerfolgen im mittleren Frontabschnitt haben das XXXIX. Panzerkorps unter Führung des Generals der Artillerie Martinek und die rheinisch-westfälische 252. Infanteriedivision unter Führung des Generalleutnants Becker besonderen Anteil.“ Am 10. Oktober 1944 kam die Meldung: „Die rheinisch-westfälische 252. Infanteriedivision unter Führung des Ritterkreuzträgers Generalleutnant Becker hat sich in der Schlacht um die Ostbeskiden hervorragend geschlagen.“

## Becker als Divisions-Kommandeur
Als Divisionskommandeur wurde es Beckers Markenzeichen, in kritischen Situationen von Kämpfen persönlich ins Gefechtsgeschehen einzugreifen. Er war als Offizier der Typ des Frontkämpfers, welcher ab Ende 1942 in den Infanteriedivisionen den Typ des Stabsoffiziers ersetzte. Im Rahmen der Aktion „Winterfestigkeit“ versetzte das Heerespersonalamt damals diejenigen Generäle, „die den hohen Anforderungen des russischen Winters voraussichtlich nicht mehr gewachsen“ seien, in die Führerreserve bzw. auf Posten im Ersatzheer. Wie Becker hatten diese neuen Divisionskommandeure den Ersten Weltkrieg hauptsächlich als Frontoffiziere erlebt. Becker stand im engen Kontakt zu seinen Soldaten und trug den Beinamen Corle. Noch in Nachkriegsberichten wurde er häufig als Corle Becker bezeichnet. Sein Vorgänger Schellert hatte sich hingegen meist schriftlich in Aufrufen an seine Division gewendet. Becker zeigte persönliche Präsenz unter seinen Soldaten. Zu den normalen Zustandsberichten der Division ließ Becker ergänzende Anlagen erstellen, welche sich mit Ausbildungsstand, Ausrüstung, Ernährung und Stimmung befassten.
Eine Beurteilung vom 31. Dezember 1942 hob hervor, Becker sei ein „äußert tüchtiger Regimentskommandeur, der das Herz seiner Männer besitzt.“ Seine Beurteilungen von 1942 und 1944 heben auch seine Haltung zum Nationalsozialismus hervor. Die Beurteilung von 1942 sagte dazu, dass Becker „die großen Ideen des Nationalsozialismus und Soldatentum“ zeige und „es versteht, dieses weltanschauliche Gedankengut auch auf andere zu übertragen“. In der Beurteilung vom 14. März 1944 steht, er sei „vom nationalsozialistischen Ideengut durchdrungen.“ Seit 1942 war es in der Wehrmacht vorgeschrieben, bei Beurteilungen auch zur nationalsozialistischen Gesinnung des Beurteilten Stellung zu nehmen. Beckers Beurteilungen in dieser ideologischen Hinsicht gingen über die damals üblichen Formulierungen hinaus. Bei einer Beurteilung von Beckers Vorgänger Schellert fehlte noch in einer Beurteilung vom 15. Januar 1943 jeder Hinweis auf dessen nationalsozialistische Gesinnung.
14 der 17 Todesurteile vom Divisionsgericht der 253. ID und alle sieben Hinrichtungen fielen unter Beckers Kommando. Becker bestand in allen seinen Stellungnahmen zu Todesurteilen, welche er im Laufe des Bestätigungsprozesses machte, vehement auf Vollstreckung. Er bediente sich in seinen Stellungnahmen nationalsozialistischer Terminologie. Er bezeichnete die Vollstreckung von Todesurteilen als Mittel der Disziplinierung der Soldaten.
Im Oktober 1943 standen zwei Angehörige Soldaten der 253. ID wegen Selbstverstümmelung vor dem Gericht der Division Nr. 526. Beide hatten sich an der Ostfront gegenseitig angeschossen und wurden ins Lazarett abtransportiert. Im Lazarett fiel die Gleichzeitigkeit und Gleichartigkeit der Verwundungen auf. Die Soldaten wurden daraufhin wegen Selbstverstümmelung angeklagt. Da sie sich nun im Reichsgebiet befanden, war das Gericht der Division Nr. 526 als Ersatztruppenteil der 253. ID zuständig. Becker nahm in einem Schreiben wie folgt Stellung zu diesem Fall:

„Ich bedauere, dass es durch ein technisches Versehen möglich war, diese beiden Verbrecher nach rückwärts abzutransportieren und sie damit der Aburteilung und Ausrottung im Felde zu entziehen.“

Ein Soldat im Fall wurde zum Tode verurteilt und später zu 15 Jahren Zuchthaus begnadigt. Dem zweiten Soldaten gelang die Flucht in die Schweiz. Im Februar 1945 wurden zwei Soldaten wegen gemeinschaftlicher Selbstverstümmelung zum Tode verurteilt. Becker bestätigte umgehend die Todesurteile und ordnete die Hinrichtung an. Er ließ die Hinrichtung in der Division bekanntmachen. Vor 1945 waren Todesurteile vom Division-Gericht wegen Selbstverstümmelung vom zuständigen Armeeoberfehlshaber oder dem OKH in mildere Strafen umgewandelt worden.